# Burgberg (Steinheim)
Burg Steinheim (am Lehrhof)

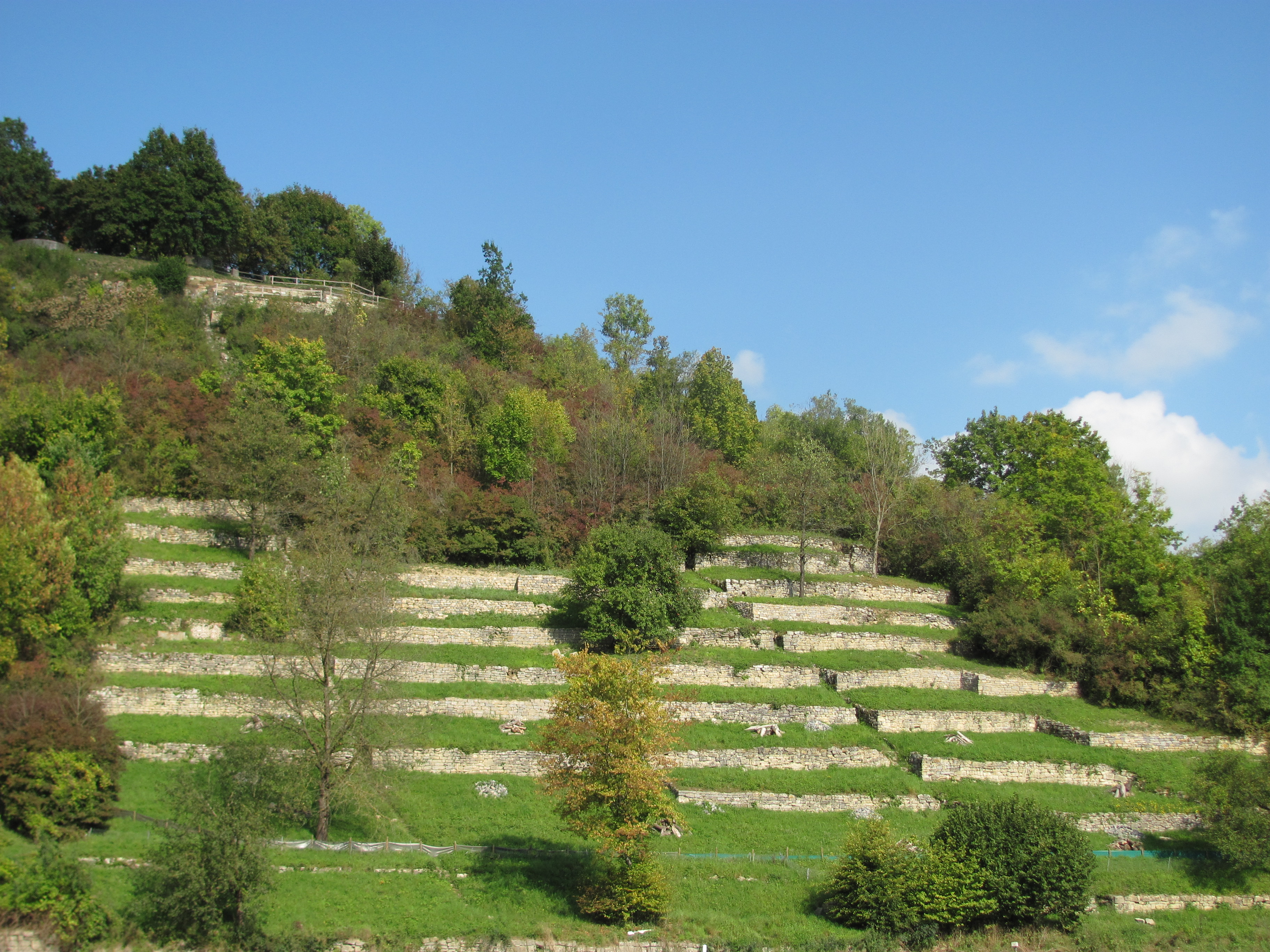
Trockenmauern am Burgberg

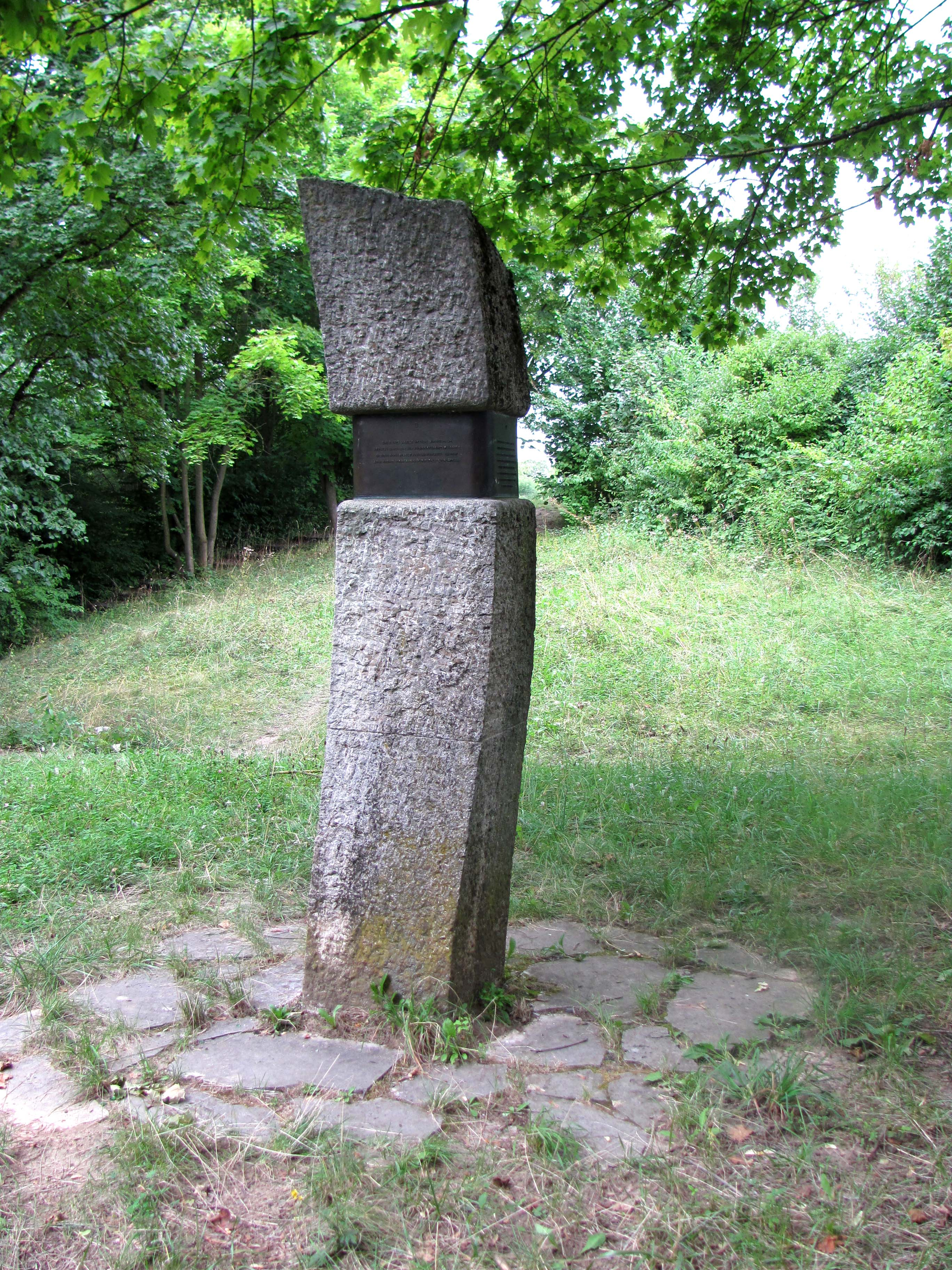
Denkmal am Burgberg

Der Burgberg ist eine etwa 286 m ü. NHN hohe Erhebung des Neckarbeckens. Er liegt bei Steinheim an der Murr im baden-württembergischen Landkreis Ludwigsburg.
Am Südeck der Berghöhe liegt die Ruine der Burg der Herren von Steinheim. Hangteile dienen dem Weinbau.

## Geographie

### Lage
Der Burgberg liegt 1,2 km östlich von Steinheim an der Murr. Er ist ein südwestwärts auslaufender Spornberg zwischen dem Tal des
Otterbachs im Südosten und dem Tälchen des viel kürzeren Dienstbachs im Nordwesten, welche beide südwestwärts zur Murr fließen, deren Talgrund vor dem Sporn etwa auf 195–190 m ü. NHN liegt.

### Naturräumliche Zuordnung
Der Burgberg gehört in der naturräumlichen Haupteinheitengruppe Neckar- und Tauber-Gäuplatten (Nr. 12), in der Haupteinheit Neckarbecken (123) und in der Untereinheit Waiblinger Bucht (123.2) zum Naturraum Innere Backnanger Bucht (123.30). Die Landschaft leitet in Richtung Westen und Nordwesten in den Naturraum Pleidelsheimer Mulde (123.32) über.

### Berghöhe
Die Höhe des etwa 286 m hohen Burgbergs wird teils mit rund 285 m angegeben, was sich auf einen aus topographischen Karten ersichtlichen trigonometrischen Punkt bezieht, der wenige Meter südwestlich des Berggipfels auf 284,9 m Höhe liegt.

## Landschaftsschutz
Die östlich, südlich und südwestlich des Burgbergs liegenden Täler und die unteren Bereiche seiner teilweise bewaldeten Flanken gehören zum Landschaftsschutzgebiet Unteres Murrtal (CDDA-Nr. 325347; 1989 ausgewiesen; 3,64 km² groß).

## Fauna
Auf der Südseite des Berges zum Murrtal hin, im Gewann Steinberg, befinden sich zwei ehemalige Steinbrüche und eine große Fläche von Trockenmauern. Aufgrund der Neubauarbeiten der Bahnstrecke Stuttgart-Ulm im Rahmen des Bauprojektes Stuttgart 21 hat die Deutsche Bahn AG mit der Stadt Steinheim im Jahre 2013 vertraglich festgelegt, dass bis zu 300 Zauneidechsen aus den betroffenen Baustellen in dieses Gebiet umgesiedelt werden.

## Geschichte

### Burg der Herren von Steinheim
Auf einem Sporn der Südflanke des Burgbergs stand auf etwa 248 m Höhe die Burgruine Steinheim aus dem Frühmittelalter. Als Besitzer werden einerseits die Herren von Steinheim, später auch die Herren von Blankenstein erwähnt. Die Burg wurde zur Zeit der Karolinger um das Jahr 800 erbaut und im 12. Jahrhundert erstmals erwähnt. Um das Jahr 1250, gilt sie bereits als zerstört. Als Ersatz für ihre zerstörte Stammburg errichteten die Herren von Steinheim unweit des heutigen Lehrhof um 1269 eine neue Burg. Bei der Flurbereinigung 1973 stieß man auf Mauerreste der alten Burg. Daran anschließend wurde auf dem Berg eine Aussichtsplattform mit Blick unter anderem in das Murrtal ausgestaltet.
An dieser Stelle wurde neben der Neugestaltung durch Mauern und Sitzbänke auch ein Denkmal mit Bronzetafeln zur Erinnerung an die Burg und deren Geschichte errichtet. Dort ist folgendes festgehalten: „Hier stand früher die Burg der Herren von Steinheim. Der Ortsadel wurde von den Merowingern (Fränkisches Königsgeschlecht) um 500 n. Chr. eingesetzt. Die Burg selbst wurde um 800 n. Chr. erbaut und gehörte zu den frühmittelalterlichen Burgen der Karolingerzeit. Sie war eine kleine Wehrburg (Burgstall) und Warte. In den Kämpfen zwischen Staufenkaiser Friedrich II und dem Papst wurde die Burg um 1250 zerstört. Im gleichen Jahrhundert starb das Adelsgeschlecht in Steinheim aus. Seine letzten Vertreter waren Albert von Steinheim und seine Tochter Elisabeth von Blankenstein, Stifterin des Klosters Marienthal in Steinheim.“

### Landwirtschaft und Weinbau
Die Kuppe des Burgbergs wird landwirtschaftlich genutzt, wobei seine oberen Hanglagen durch Weinlagen geprägt sind. Diese Lagen reichten früher bis weit in die Täler hinunter. Heute gibt es auf der Murrtalseite noch großflächige Trockenmauern, die gut erhalten sind und immer wieder erneuert werden müssen – wie zum Beispiel im Jahr 2010.

## Verkehr
Südlich vorbei am Burgberg verläuft die Landesstraße 1126, die von Steinheim an der Murr in Richtung Südosten führt und dort über die Kreisstraße 1605 Anschluss nach Erdmannhausen und über die L 1124 nach Rielingshausen hat.